# Frontin'
Frontin' is een nummer van de Amerikaanse zanger Pharrell Williams uit 2003, in samenwerking met de eveneens Amerikaanse rapper Jay-Z. Het verscheen als nieuw nummer op het verzamelalbum The Neptunes Present... Clones.
Het nummer werd een hit in diverse landen. In de Amerikaanse Billboard Hot 100 haalde het de 5e positie. In de Nederlandse Top 40 haalde het nummer de 24e positie, en in de Vlaamse Ultratop 50 de 33e. In 2004 scoort Jamie Cullum een hit met een cover van het nummer.